# Horvátberek
Horvátberek (1899-ig Mokriháj, szlovákul Mokrý Háj) község Szlovákiában, a Nagyszombati kerületben, a Szakolcai járásban.

## Fekvése
Szakolcától 3 km-re délre fekszik.

## Nevének eredete
Magyar nevét arról kapta, hogy 1635-ben Horvátfaluként is említik.

## Története
1569-ben említik először, a falu első lakói délről érkezett, a török elől menekülő horvátok voltak. Régi temploma 1595-ben épült, ez a temető közepén állt egykor. 1602-ben 79 ház állt a faluban, melyben 179 lakos élt. 1605-ben a Pálffy családnak 14 adózó jobbágycsaládja lakott a településen. A Bocskai-szabadságharc idején a hadak elpusztították, lakói a közeli Szakolcán kerestek menedéket. Egyházi anyakönyvei 1629-től vannak vezetve. 1631-ben Czobor Imre, holicsi ispán panaszt emel Szakolca városának, hogy horvátberki jobbágyai fát loptak az erdeiből. 1663-ban a török elleni harcok miatt itt táborozó katonaság a végsőkig sanyargatta a falut. 1730-ban egy tűzvészben 12 ház égett le. 1733-ban az egyházi vizitáció feljegyzi, hogy a régi templom rossz állapotban van. 1739-ben birtokvita keletkezett a szomszédos Berencs urával, Nyári Józseffel a szakolcai hegy egy részének birtokáért. A Mária Terézia uralkodása alatt kiadott urbárium szerint 125 jobbágy, valamint 2 házzal rendelkező és 9 ház nélküli zsellér élt a településen. 1852-ben építették fel a ma is álló templomot.
Vályi András szerint "MOKRIHAJ. Tót falu Nyitra Várm. földes Ura Szakolcza Városa, lakosai katolikusok, fekszik Szakolczához közel, és annak filiája, földgye közép termékenységű, piatzozása Szakolczán, legelője tsekély, szőleje termő."
Fényes Elek szerint "Mokriháj, tót falu, Nyitra vmegyében, Szakolczához 3 fertálynyira. Táplál 813 kath., 9 zsidó lak. Szántóföldei termékenyek. Rétjei jók. Ut. p. Holics."
A trianoni békeszerződésig Nyitra vármegye Szakolcai járásához tartozott. 1936-ban nagy tűzvész pusztított a faluban.

## Népessége
| Év:            | 1994. | 2004.   | 2014.    | 2024.   |
| -------------- | ----- | ------- | -------- | ------- |
| Emberek száma: | 578   | 623     | 712      | 680     |
| Eltérés:       |       | +7,78 % | +14,28 % | -4,49 % |

| Év:            | 2023. | 2024.   |
| -------------- | ----- | ------- |
| Emberek száma: | 702   | 680     |
| Eltérés:       |       | -3,13 % |

1910-ben 783, túlnyomórészt szlovák lakosa volt.
2001-ben 569 lakosából 551 szlovák volt.
2011-ben 660 lakosából 634 szlovák.

## Nevezetességei
- Római katolikus temploma 1852-ben épült klasszicista stílusban.

## Külső hivatkozások
- Községinfó
- Horvátberek Szlovákia térképén
- A község története (szlovákul)